# Dorches
La Dorches ou la Dorche ou plus rarement le Bief de la Frache, est une rivière française du département de l'Ain, dans la région Auvergne-Rhône-Alpes, et un affluent droit du fleuve le Rhône.

## Géographie
De 7 kilomètres de longueur, la Dorches prend sa source sur la commune de Chanay à 981 mètres d'altitude,. Elle prend source dans des zones humides.
La Dorches coule globalement de l'ouest-nord-ouest vers l'est-sud-est dans le Bas Bugey. « Elle a un régime torrentiel formé d'une succession de chutes et de marmites ».
La Dorches conflue, en rive droite du Rhône, entre les communes de Chanay et Corbonod, à 265 mètres d'altitude,,,.
Les cours d'eau voisins sont, dans le sens des aiguilles d'une montre, la Vézeronce au nord, le Rhône à l'est, le Séran au sud et l'Ain à l'ouest

### Communes et cantons traversés
Dans le seul département de l'Ain, la Dorches traverse les trois communes suivantes, dans le sens amont vers aval, de Chanay (source), Corbonod, Bassy (confluence). Ou plutôt traverse la seule commune de Chanay et longe la commune de Corbonod.
Soit en termes de cantons, la Vézeronce prend source et conflue dans le même canton de Bellegarde-sur-Valserine, le tout dans les deux arrondissement de Nantua et arrondissement de Belley.

### Bassin versant
La Dorches traverse une seule zone hydrographique « Le Rhône de la Valserine aux Usses » (V102). Le bassin versant spécifique de la Dorches a une superficie de 78 km2,,.

### Organisme gestionnaire
L'organisme gestionnaire est le Fond rivière Sauvage,.

## Affluents
La Dorches a deux tronçons affluents référencés :
- le ruisseau de l'Atendry (rd[note 3]) 3 km, sur les deux communes de Chanay (confluence) et Corbonod (source) sans affluent.
- le ruisseau de Tumelay (rd) 3 km sur les deux communes de Chanay (confluence) et Corbonod (confluence) sans affluent.

les deux précédents affluents sont en amont de la rivière et Géoportail ajouté deux ruisseaux en aval, dont un (rg)  venant du centre de Chanay, sous le chamin du lavoir, et un (rd) venant du lieu-dit sur Fattier à Corbonod.

### Rang de Strahler
Le rang de Strahler de la Dorches est donc de deux.

## Aménagements et écologie

### ZNIEFF's
La commune de Chanay a cinq ZNIEFF référencées intitulées « Plateau du Retord », « Prairies et landes sommitales du Grand Colombier », « ensemble formé par la plateau de retord et la chaine du grand colombier », « pelouse sèche des Peillettes », « Pentes boisées en rive gauche du Rhône ».

### Site Rivières Sauvages
« La Dorches a été reconnue en Espace Naturel Sensible par le Département de l’Ain en 2016. Elle a été labellisée “Site Rivières Sauvages” en avril 2016 et son programme d’actions correspond au programme Rivières Sauvages prévu sur 4 ans ».
Cette rivière héberge l'Écrevisse à pattes blanches, le sonneur à ventre jaune, les insectes aquatiques et la truite fario, qui sont d'excellents indicateurs de la qualité de l'eau.

## Galerie

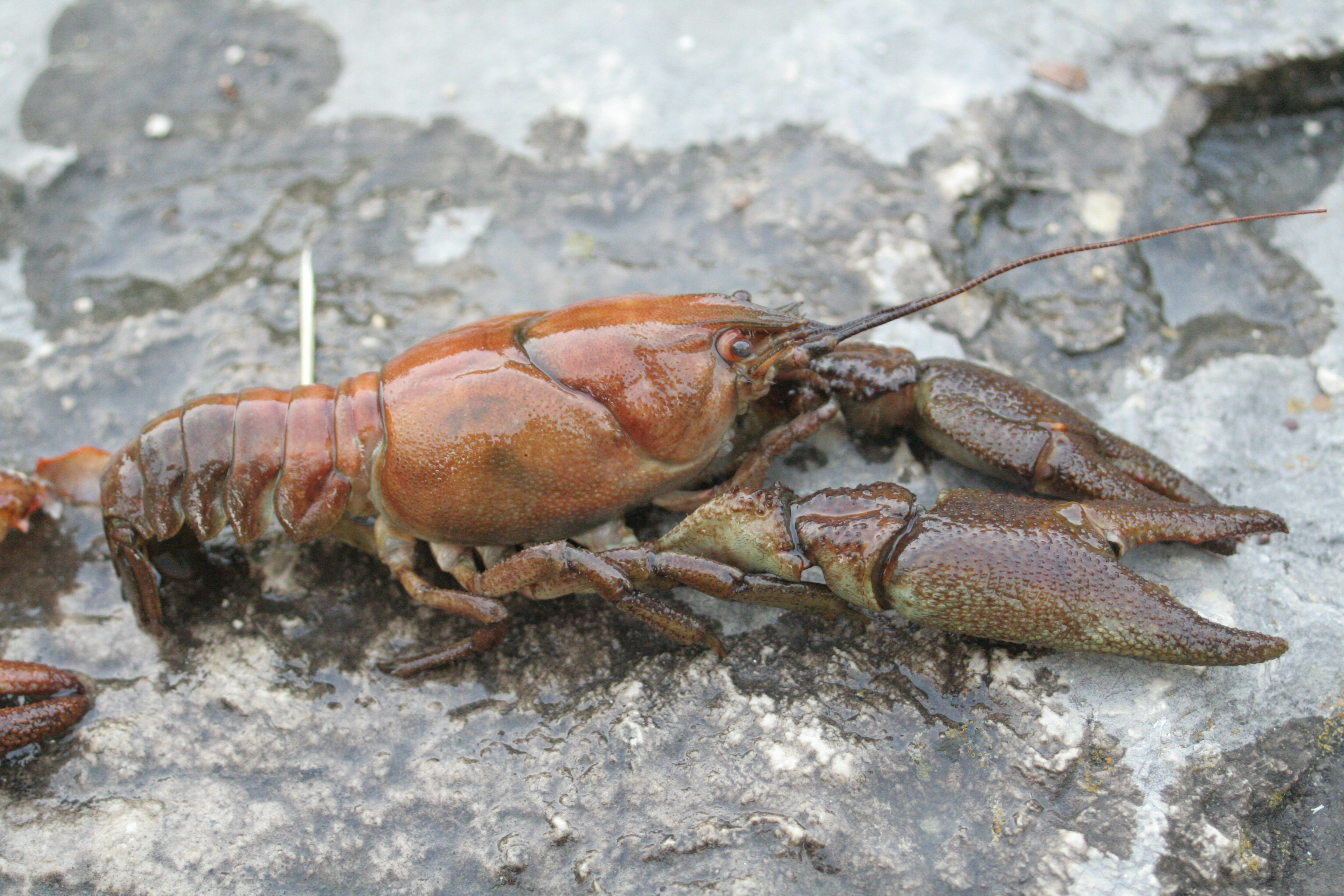
l'Écrevisse à pattes blanches
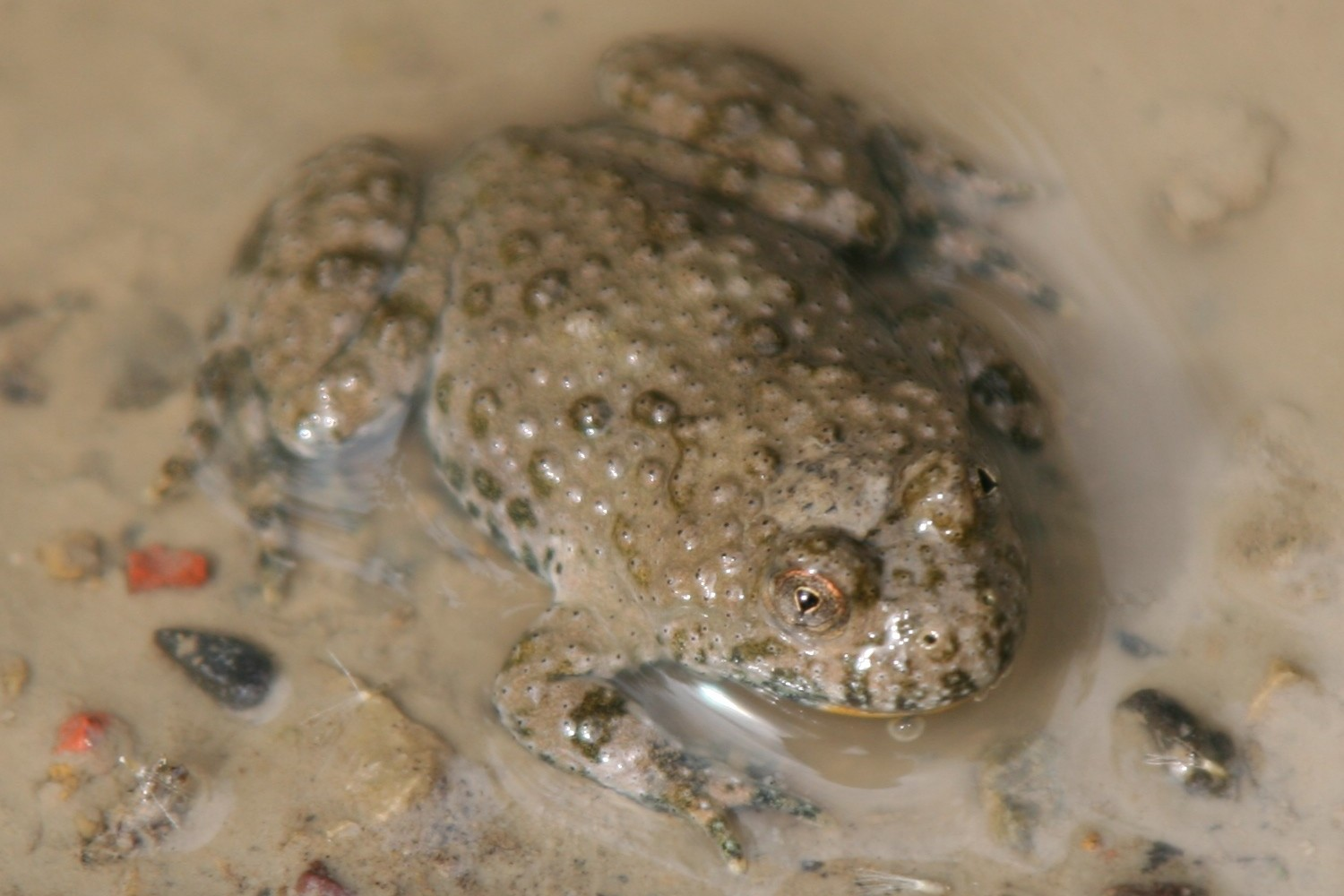
le Sonneur à ventre jaune
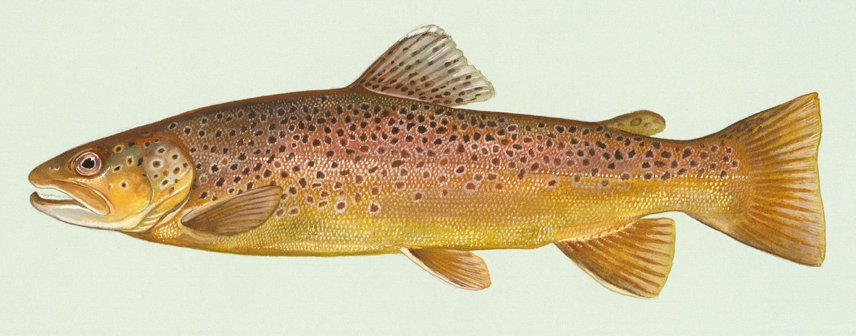
la truite fario